# Futuristic Dragon
Futuristic Dragon é o sétimo álbum de estúdio da banda britânica de rock T. Rex. Foi lançado em 30 de janeiro de 1976 pela EMI Records. O álbum foi precedido por dois singles de sucesso que entraram na parada musical britânica, "New York City" e "Dreamy Lady". Marc Bolan continuou experimentando, misturando o rock característico da banda com a música soul, e estreou alguns elementos da discoteca em certas faixas.
O álbum apresenta uma produção extraordinariamente densa de Bolan, especialmente em "Chrome Sitar" e "Calling All Destroyers", que continham enfeites musicais incomuns, como o sitar e outros efeitos sonoros. A capa foi feita pelo artista inglês George Underwood, que havia trabalhado pela primeira vez com Bolan no álbum de estreia do Tyranossaurus Rex, My People Were Fair and Had Sky in Their Hair... But Now They're Content to Wear Stars on Their Brows.
Futuristic Dragon alcançou o número 50 na tabela musical britânica de álbuns. No mercado norte-americano, não foi lançado até 1987.

## Música
O álbum inclui um aceno para a música disco na faixa "Dreamy Lady", que foi lançada como single sob o nome de "T. Rex Disco Party". Também contém faixas fortemente influenciadas pelo soul que Bolan vinha experimentando desde 1973. "All Alone", "Ride My Wheels" e "Dawn Storm" apresentam ritmos e instrumentação predominantemente baseados na música soul.

## Recepção crítica
O site musical PopMatters escreveu: "O álbum desafia as expectativas, apresentando um conjunto surpreendentemente consistente de canções que se encaixam com a florescente cena disco sem participar inteiramente dela", acrescentando que o disco estava "cheio de orquestração exuberante e vocais no estilo soul". O Pitchfork escreveu: "Futuristic Dragon tem momentos de vitória suficientes para sugerir uma reviravolta (...) o álbum ganha suas simpatias: é bom o suficiente para fazer você desejar que fosse melhor." O crítico musical Alexis Petridis elogiou, no periódico The Guardian, dizendo: "estava embalado com canções fantásticas – a linda "Dawn Storm" foi de longe a mais bem sucedida de suas tentativas de fundir seu som com o soul – e se tivesse sido lançado como continuação de Tanx, poderia ter detido seu declínio comercial".

## Lista de faixas
Todas as faixas escritas e compostas por Marc Bolan. 
| Lado um |                                    |         |  |
| N.º     | Título                             | Duração |  |
| 1.      | "Futuristic Dragon" (Introduction) | 1:52    |  |
| 2.      | "Jupiter Liar"                     | 3:40    |  |
| 3.      | "Chrome Sitar"                     | 3:13    |  |
| 4.      | "All Alone"                        | 2:48    |  |
| 5.      | "New York City"                    | 3:55    |  |
| 6.      | "My Little Baby"                   | 3:06    |  |
| 7.      | "Calling All Destroyers"           | 3:53    |  |

| Lado dois |                       |         |  |
| N.º       | Título                | Duração |  |
| 1.        | "Theme for a Dragon"  | 2:00    |  |
| 2.        | "Sensation Boulevard" | 3:48    |  |
| 3.        | "Ride My Wheels"      | 2:25    |  |
| 4.        | "Dreamy Lady"         | 2:51    |  |
| 5.        | "Dawn Storm"          | 3:42    |  |
| 6.        | "Casual Agent"        | 2:53    |  |

## Ficha técnica
T. Rex
- Marc Bolan – vocais principais, guitarras, sintetizador Moog
- Steve Currie – baixo elétrico
- Davy Lutton – bateria

Músicos adicionais
- Dino Dines – teclados
- Gloria Jones – vocais de apoio, clavinete

Produção
- Marc Bolan – produção
- Jimmie Haskell – arranjo
- George Underwood – arte da capa